# Paroreomyza flammea
Paroreomyza flammea era uma espécie de ave da família Fringillidae. Era endêmica dos Estados Unidos da América, ocorrendo apenas no arquipélago do Havaí.
Foi extinta devido à perda de habitat e a doenças oriundas da introdução de espécies exóticas. Foi observada pela última vez nos anos de 1961 e 1963 ou em 1990.